# 軒歷基·安達迪·施華
軒歷基·安達迪·施華（英語：Henrique De Andrade Silva，1985年5月9日—），是一名巴西職業足球員，司職前鋒，現效力泰超聯球會清萊聯。
暱稱“軒仔”，2009年加盟獅吼後效力至今，曾多次為球隊攻入重要入球，2014年季後賽決賽加時破門，助球隊以2:1擊敗「西流」奪冠。